# Santa Maria di Galeria
Santa Maria di Galeria är Roms fyrtionionde zon och har beteckningen Z. XLIX. Zonen Santa Maria di Galeria bildades år 1961. 
Casalotti gränsar till Cesano, La Storta, Casalotti, Castel di Guido, Fiumicino och Anguillara Sabazia.

## Kyrkobyggnader
- Santa Maria in Celsano med Cimitero di Santa Maria di Galeria

## Övrigt
- Borgo di Galeria Antica 42°01′29″N 12°18′00″Ö / 42.024828°N 12.299993°Ö
- Casale Celsano eller di Santa Maria di Galeria 42°01′21″N 12°19′01″Ö / 42.022488°N 12.316919°Ö
- Monumento naturale di Galeria Antica, spökstad som ligger i ruiner

## Bilder
| - Stadsporten till Galeria Antica. - Kampanilen är det enda som återstår av kyrkan San Nicola i Galeria Antica. - Ruin i Galeria Antica. |